# Christel Bodenstein
Christel Bodenstein (München, 1938. október 13. – 2024. december 5.) német színésznő, színházi rendező.

## Életpályája
1949-ben édesanyjával Lipcsébe költözött. Lipcsében a Városi Színház balettstúdióját végezte el. 1955-ben Halléban a Luna asszony című operettben lépett először színpadra. Elvégezte a DEFA filmművészeti főiskoláját. 1956 után tűnt fel, s azóta az NDK-ban mind a mai történetek, mind a mesejátékok kedvelt hősnője. 1959–1973 között a DEFA színészegyüttes tagja volt. 1973–1976 között szabadúszó színművész volt. 1976 óta tagja a berlini Friedrichstadt-Palast színháznak, melynek 1990-ben igazgatóhelyettese volt, 1994 óta pedig rendezője.

## Munkássága
Kurt Maetzig filmrendező fedezte fel, első jelentősebb szerepét Slatan Dudow filmrendező bízta rá A kölni kapitány (1956) című antimilitarista szatírájában. Legnagyobb sikereit revüfilmekben aratta, ahol tánctudása is érvényesülhetett. A nyomok a Hetedik Mennyországba vezetnek (1963) című, nálunk is bemutatott, több részes televíziós krimiben Lilly-t, az arisztokrata származású call-girl-t alakította.

## Magánélete
1960–1978 között Konrad Wolf (1925–1982) német filmrendező volt a férje. Ezt követően Hasso von Lenski (1942–) német színésszel élt együtt.

## Filmjei
- A kölni kapitány (Der Hauptmann von Köln) (1956)
- Maibowle (1959)
- Szilveszteri puncs (1960)
- Olasz capriccio (Italienisches Capriccio) (1961)
- …És a te szerelmed is (1962)
- Minna von Barnhelm (1962)
- Egy nyár története (Beschreibung eines Sommers) (1962)
- A nyomok a Hetedik Mennyországba vezetnek (Die Spur führt in den 7. Himmel) (1963)
- Sok hűhó semmiért (Viel Lärm um nichts) (1964)
- Epizódok a boldogságról I.-II. (Episoden vom Glück) (1965)
- Der Staatsanwalt hat das Wort (1971–1983)
- Ne csalj, kedves! (1973)
- A rendőrség száma 110 (1974)
- Hogyan kell egy szamarat etetni? (1974)
- Kamaszok a háborúban (1987)
- Spreewaldfamilie (1990–1991)